# Eulenburg
Eulenburg är en sachsisk ätt av uradel, omnämnd första gången under 1100-talet. På 1400-talet överflyttade ätten till Ostpreussen, och upphöjdes 1786 till preussiskt grevligt stånd.
Den levde senare vidare i fyra olika linjer: Eulenburg zu Prassen, Eulenburg zu Wicken, Eulenburg zu Gassingen och Eulenburg zu Perkniken.
Bland kända medlemmar av släkten märks:
- Friedrich zu Eulenburg (1815-1881), tysk diplomat och statsman
- Botho zu Eulenburg (1831-1912), tysk politiker
- Botho Heinrich zu Eulenburg (1804–1879), tysk politiker
- Philipp av Eulenburg (1847-1921), tysk diplomat